# 852 Wladilena
852 Wladilena
852 Wladilena là một tiểu hành tinh ở vành đai chính. Nó được S. Beljavskij phát hiện ngày 2.4.1916 ở Simeiz (Krym), và được đặt theo tên Wladimir Ulyanoff-Lenin (Vladimir Lenin), lãnh tụ đảng cộng sản Nga.